# Vingt-et-unième district congressionnel de l'État de New York
Le 21e district congressionnel de New York est un district représenté par la Républicaine Elise Stefanik. Le 11 novembre 2024, le Président-élu Donald Trump a annoncé son intention de nommer Stefanik au poste d'Ambassadeur des États-Unis auprès des Nations Unies. Si cela était confirmé par le Sénat, cela créerait un poste vacant dans sa circonscription, provoquant une élection spéciale pour pourvoir le siège.
Le district est rural et comprend les villes d'Ogdensburg, Glens Falls et Plattsburgh. Le district comprend la majeure partie des Montagnes Adirondacks et la région des Thousand Islands. Il borde le Vermont à l'est et le Canada au nord. Il comprend également Fort Drum de l'armée américaine.

## Histoire
De 2003 à 2013, le district portant ce numéro contenait la majeure partie du district de la capitale de New York. Il comprenait tout ou partie des comtés d'Albany, Fulton, Montgomery, Rensselaer, Saratoga, Schenectady et Schoharie. Il contenait les villes d'Albany, Schenectady, Troy, Amsterdam, Cohoes, Watervliet, Gloversville et Johnstown. Jusqu'en 1980, le 21e district était situé dans l'Upper Manhattan (y compris des parties de Harlem et de Washington Heights) et du Bronx.
De 2013 à aujourd'hui : Comtés de Clinton, Essex, Franklin, Fulton, Hamilton, Herkimer, Lewis, Montgomery, Schoharie, St. Lawrence, Warren et Washington, et certaines parties des comtés de Jefferson, Otsego et Rensselaer.

## Historique de vote
| Année | Poste     | Résultats                  |
| ----- | --------- | -------------------------- |
| 1992  | Président | Clinton 48,0 % – 34,0 %    |
| 1996  | Président | Clinton 57,0 % – 30,0 %    |
| 2000  | Président | G. W. Bush 56,0 % – 39,0 % |
| 2004  | Président | G. W. Bush 55,0 % – 43,0 % |
| 2008  | Président | Obama 58,0 % – 40,0 %      |
| 2012  | Président | Obama 52,0 % – 46,0 %      |
| 2016  | Président | Trump 54,0 % – 40,0 %      |
| 2020  | Président | Trump 54,0 % – 43,0 %      |

## Liste des Représentants du district

### 1813 - 1821: Deux sièges
De la création du district en 1813 à 1821, deux sièges étaient élus at-large, sur un seul bulletin de vote.
| Congrès | Années                            | Siège A                | Siège A               | Siège A                          | Siège B                  | Siège B               | Siège B                                                                                       |
| Congrès | Années                            | Membre                 | Parti                 | Histoire électorale              | Membre                   | Parti                 | Histoire électorale                                                                           |
| ------- | --------------------------------- | ---------------------- | --------------------- | -------------------------------- | ------------------------ | --------------------- | --------------------------------------------------------------------------------------------- |
| 13e     | 4 mars 1813 - 3 mars 1815         | Samuel M. Hopkins (en) | Fédéraliste           | Élu en 1812.                     | Nathaniel W. Howell (en) | Fédéraliste           | Élu en 1812.                                                                                  |
| 14e     | 4 mars 1815 - 23 janvier 1816     | Micah Brooks (en)      | Républicain-Démocrate | Élu en 1814.                     | Peter Buell Porter       | Républicain-Démocrate | Réélu en 1814. Démissionne pour devenir Commissaire sous le Traité de Ghent                   |
| 14e     | 23 janvier 1816 - 2 décembre 1816 | Micah Brooks (en)      | Républicain-Démocrate | Élu en 1814.                     | Vacant                   | Vacant                |                                                                                               |
| 14e     | 2 décembre 1816 - 3 mars 1817     | Micah Brooks (en)      | Républicain-Démocrate | Élu en 1814.                     | Archibald S. Clarke (en) | Républicain-Démocrate | Élu 30 avril - 2 mai 1816, pour terminer le mandat de Porter et intronisé le 2 décembre 1816. |
| 15e     | 4 mars 1817 - 3 mars 1819         | Benjamin Ellicott (en) | Républicain-Démocrate | Élu en 1816.                     | John Canfield Spencer    | Républicain-Démocrate | Élu en 1816. Retrait pour se présenter comme Sénateur des États-Unis.                         |
| 16e     | 4 mars 1819 - 3 mars 1921         | Nathaniel Allen (en)   | Républicain-Démocrate | Élu en 1818. Perd sa réélection. | Albert H. Tracy (en)     | Républicain-Démocrate | Élu en 1818. Redécoupage vers le 22e district.                                                |

### 1821 - Présent: Un siège
| Member                      | Party                 | Years                              | Congress                 | Electoral history | Counties represented |
| --------------------------- | --------------------- | ---------------------------------- | ------------------------ | --- | --- |
| Vacant                      | Vacant                | 4 mars 1821 - 3 décembre 1821      | 17e                      | Les élections ont eu lieu en avril 1821. Il n'est pas clair à quel moment ont été annoncés les résultats. | 1821–1823 Comtés de Chenango et Broom |
| Elijah Spencer (en)         | Républicain-Démocrate | 3 décembre 1821 - 3 mars 1823      | 17e                      | Élu en 1821. | 1821–1823 Comtés de Chenango et Broom |
| Lot Clark (en)              | Républicain-Démocrate | 4 mars 1823 - 3 mars 1825          | 18e                      | Élu en 1822. | 1823–1833 Chenango and Broome counties |
| Elias Whitmore (en)         | Anti-Jacksonien       | 4 mars 1825 - 3 mars 1827          | 19e                      | Élu en 1824. | 1823–1833 Chenango and Broome counties |
| John C. Clark (en)          | Jacksonien (en)       | 4 mars 1827 - 3 mars 1829          | 20e                      | Élu en 1826. | 1823–1833 Chenango and Broome counties |
| Robert Monell (en)          | Jacksonien (en)       | 4 mars 1829 - 21 février 1831      | Modèle:USCongressOrdinal | Élu en 1828. Démissionne pour devenir Juge du Sixième Circuit. | 1823–1833 Chenango and Broome counties |
| Vacant                      | Vacant                | 22 février 1831 - 3 mars 1831      | Modèle:USCongressOrdinal | | 1823–1833 Chenango and Broome counties |
| John A. Collier (en)        | Anti-Maçonique        | 4 mars 1831 - 3 mars 1833          | 22e                      | Élu en 1830. | 1823–1833 Chenango and Broome counties |
| Henry Mitchell (en)         | Jacksonien (en)       | 4 mars 1833 - 3 mars 1835          | 23e                      | Élu en 1832. | 1833–1843 |
| William Mason (en)          | Jacksonien (en)       | 4 mars 1835 - 3 mars 1837          | 24e                      | Élu en 1834. | 1833–1843 |
| John C. Clark (en)          | Démocrate             | 4 mars 1837 - 3 mars 1839          | 25e - 27e                | Élu en 1836. Réélu en 1838. Réélu en 1840. | 1833–1843 |
| John C. Clark (en)          | Whig                  | 4 mars 1839 - 3 mars 1843          | 25e - 27e                | Élu en 1836. Réélu en 1838. Réélu en 1840. | 1833–1843 |
| Jeremiah E. Cary (en)       | Démocrate             | 4 mars 1843 - 3 mars 1845          | 28e                      | Élu en 1842. | 1843–1853 |
| Charles Goodyear (en)       | Démocrate             | 4 mars 1845 - 3 mars 1847          | 29e                      | Élu en 1844. | 1843–1853 |
| George A. Starkweather (en) | Démocrate             | 4 mars 1847 - 3 mars 1849          | 30e                      | Élu en 1846. | 1843–1853 |
| Hiram Walden (en)           | Démocrate             | 4 mars 1849 - 3 mars 1851          | 31e                      | Élu en 1848. | 1843–1853 |
| William W. Snow (en)        | Démocrate             | 4 mars 1851 - 3 mars 1853          | 32e                      | Élu en 1850. | 1843–1853 |
| Henry Bennett (en)          | Whig                  | 4 mars 1853 - 3 mars 1855          | 33e - 35e                | Redécoupage depuis le 22e district et réélu en 1852. Réélu en 1854. Réélu en 1856. Perd sa réélection. | 1853–1863 |
| Henry Bennett (en)          | Opposition Party (en) | 4 mars 1855 - 3 mars 1857          | 33e - 35e                | Redécoupage depuis le 22e district et réélu en 1852. Réélu en 1854. Réélu en 1856. Perd sa réélection. | 1853–1863 |
| Henry Bennett (en)          | Opposition Party (en) | 4 mars 1857 - 3 mars 1859          | 33e - 35e                | Redécoupage depuis le 22e district et réélu en 1852. Réélu en 1854. Réélu en 1856. Perd sa réélection. | 1853–1863 |
| R. Holland Duell (en)       | Républicain           | 4 mars 1859 - 3 mars 1863          | 36e , 37e                | Élu en 1858. Réélu en 1860. | 1853–1863 |
| Francis Kernan (en)         | Démocrate             | 4 mars 1863 - 3 mars 1865          | 38e                      | Élu en 1862. | 1863–1873 |
| Roscoe Conkling             | Républicain           | 4 mars 1865 - 3 mars 1867          | 39e                      | Élu en 1864. Réélu en 1866 mais déclina car élu Sénateur des États-Unis. | 1863–1873 |
| Vacant                      | Vacant                | 4 mars 1867 - 29 novembre 1867     | 40e                      | | 1863–1873 |
| Alexander H. Bailey (en)    | Républicain           | 30 novembre 1867 - 3 mars 1871     | 40e , 41e                | Élu pour terminer le mandat vacant. Réélu en 1868. | 1863–1873 |
| Ellis H. Roberts (en)       | Républicain           | 4 mars 1871 - 3 mars 1873          | 42e                      | Élu en 1870. Redécoupage vers le 22e district. | 1863–1873 |
| Clinton L. Merriam (en)     | Républicain           | 4 mars 1873 - 3 mars 1875          | 43e                      | Redécoupage depuis le 20e district et réélu en 1872. | 1873–1883 |
| Samuel F. Miller (en)       | Républicain           | 4 mars 1875 - 3 mars 1877          | 44e                      | Élu en 1874. | 1873–1883 |
| Solomon Bundy (en)          | Républicain           | 4 mars 1877 - 3 mars 1879          | 45e                      | Élu en 1876. | 1873–1883 |
| David Wilber (en)           | Républicain           | 4 mars 1879 - 3 mars 1881          | 46e                      | Élu en 1878. | 1873–1883 |
| Ferris Jacobs Jr. (en)      | Républicain           | 4 mars 1881 - 3 mars 1883          | 47e                      | Élu en 1880. | 1873–1883 |
| George W. Ray (en)          | Républicain           | 4 mars 1883 - 3 mars 1885          | 48e                      | Élu en 1882. | 1883–1893 |
| Frederick A. Johnson (en)   | Républicain           | 4 mars 1885 - 3 mars 1887          | 49e                      | Redécoupage depuis le 18e district et réélu en 1884. | 1883–1893 |
| John H. Moffitt (en)        | Républicain           | 4 mars 1887 - 3 mars 1891          | 50e , 51e                | Élu en 1886. Réélu en 1888. | 1883–1893 |
| John M. Wever (en)          | Républicain           | 4 mars 1891 - 3 mars 1893          | 52e                      | Élu en 1890. Redécoupage vers le 23e district. | 1883–1893 |
| Simon J. Schermerhorn       | Démocrate             | 4 mars 1893 - 3 mars 1895          | 53e                      | Élu en 1892. | 1893–1899 |
| David F. Wilber (en)        | Républicain           | 4 mars 1895 - 3 mars 1899          | 54e , 55e                | Élu en 1894. Réélu en 1896. | 1893–1899 |
| John K. Stewart (en)        | Républicain           | 4 mars 1899 - 3 mars 1903          | 56e , 57e                | Élu en 1898. Réélu en 1900. | 1899–1903 Comtés de Columbia, Dutchess, Greene et Punam |
| John H. Ketcham             | Républicain           | 4 mars 1903 - 4 novembre 1906      | 58e , 59e                | Redécoupage depuis le 18e district et réélu en 1902. Réélu en 1904. Décès. | 1903–1913 |
| Vacant                      | Vacant                | 5 novembre 1906 - 3 mars 1907      | 59e                      | | 1903–1913 |
| Samuel McMillan (en)        | Républicain           | 4 mars 1907 - 3 mars 1909          | 60e                      | Élu en 1906. | 1903–1913 |
| Hamilton Fish II (en)       | Républicain           | 4 mars 1909 - 3 mars 1911          | 61e                      | Élu en 1908. | 1903–1913 |
| Richard E. Connell (en)     | Démocrate             | 4 mars 1911 - 30 octobre 1912      | 62e                      | Élu en 1910. Décès. | 1903–1913 |
| Vacant                      | Vacant                | 31 octobre 1912 - 3 mars 1913      | 62e                      | | 1903–1913 |
| Henry George Jr. (en)       | Démocrate             | 4 mars 1913 - 3 mars 1915          | 63e                      | Redécoupage depuis le 17e district et réélu en 1912. | 1913–1963 Parties de New York |
| G. Murray Hulbert (en)      | Démocrate             | 4 mars 1915 - 1er janvier 1918     | 64e , 65e                | Élu en 1914. Réélu en 1916. Réélu en 1918. Démissionne pour devenir Commissaire des Ports et Directeur du Port de New York City.                                                                                      | 1913–1963 Parties de New York |
| Vacant                      | Vacant                | 2 janvier 1918 - 5 mars 1918       | 65e                      | | 1913–1963 Parties de New York |
| Jerome F. Donovan (en)      | Démocrate             | 5 mars 1918 - 3 mars 1921          | 65e , 66e                | Élu pour terminer le mandat d'Hulbert. | 1913–1963 Parties de New York |
| Martin C. Ansorge (en)      | Républicain           | 4 mars 1921 - 3 mars 1923          | 67e                      | Élu en 1920. | 1913–1963 Parties de New York |
| Royal H. Weller (en)        | Démocrate             | 4 mars 1923 - 1er mars 1929        | 68e - 70e                | Élu en 1922. Réélu en 1924. Réélu en 1926. Réélu en 1928. Décès. | 1913–1963 Parties de New York |
| Vacant                      | Vacant                | 2 mars 1929 - 4 novembre 1929      | 70e , 71e                | | 1913–1963 Parties de New York |
| Joseph A. Gavagan (en)      | Démocrate             | 5 novembre 1929 - 30 décembre 1943 | 71e - 78e                | Élu pour terminer le mandat de Weller. Réélu en 1930. Réélu en 1932. Réélu en 1934. Réélu en 1936. Réélu en 1938. Réélu en 1940. Réélu en 1942. Démissionne lorsqu'élu Juge Assesseur de la Cour Suprême de New York. | 1913–1963 Parties de New York |
| Vacant                      | Vacant                | 31 décembre 1943 - 28 février 1944 | 78e                      | | 1913–1963 Parties de New York |
| James H. Torrens (en)       | Démocrate             | 29 février 1944 - 3 janvier 1947   | 78e , 79e                | Élu pour terminer le mandat de Gavagan. Réélu en 1944. | 1913–1963 Parties de New York |
| Jacob K. Javits             | Républicain           | 3 janvier 1947 - 31 décembre 1954  | 80e - 83e                | Élu en 1946. Réélu en 1948. Réélu en 1950. Réélu en 1952. Retrait pour se présenter comme Procureur Général de New York et démissionne lorsqu'élu.                                                                    | 1913–1963 Parties de New York |
| Vacant                      | Vacant                | 31 décembre 1954 - 3 janvier 1955  | 83e                      | | 1913–1963 Parties de New York |
| Herbert Zelenko (en)        | Démocrate             | 3 janvier 1955 - 3 janvier 1963    | 84e - 87e                | Élu en 1954. Réélu en 1956. Réélu en 1958. Réélu en 1960. | 1913–1963 Parties de New York |
| James C. Healey (en)        | Démocrate             | 3 janvier 1963 - 3 janvier 1965    | 88e                      | Redécoupage depuis le 22e district et réélu en 1962. | 1963–1965 Parties du Bronx |
| James H. Scheuer (en)       | Démocrate             | 3 janvier 1965 - 3 janvier 1971    | 89e - 92e                | Élu en 1964. Réélu en 1966. Réélu en 1968. Réélu en 1970. | 1965–1973 Parties du Bronx, Manhattan et Queens |
| James H. Scheuer (en)       | Démocrate             | 3 janvier 1971 - 3 janvier 1973    | 89e - 92e                | Élu en 1964. Réélu en 1966. Réélu en 1968. Réélu en 1970. | 1965–1973 Parties du Bronx, Manhattan et Queens |
| Herman Badillo (en)         | Démocrate             | 3 janvier 1973 - 31 décembre 1977  | 93e - 95e                | Redécoupage depuis le 22e district et réélu en 1972. Réélu en 1974. Réélu en 1976. Démissionne pour devenir Vice-Maire de New York City.                                                                              | 1973–1983 Parties du Bronx |
| Vacant                      | Vacant                | 1er janvier 1978 - 20 février 1978 | 95e                      | | 1973–1983 Parties du Bronx |
| Robert Garcia (en)          | Démocrate             | 21 février 1978 - 3 janvier 1983   | 95e - 97e                | Élu pour terminer le mandat de Badillo. Réélu en 1978. Réélu en 1980. Redécoupage vers le 18e district. | 1973–1983 Parties du Bronx |
| Hamilton Fish IV (en)       | Républicain           | 3 janvier 1983 - 3 janvier 1993    | 98e - 102e               | Redécoupage depuis le 25e district et réélu en 1982. Réélu en 1984. Réélu en 1986. Réélu en 1988. Réélu en 1990. Redécoupage vers le 19e district.                                                                    | 1983–1993 Comté de Putnam et parties des Comtés de Dutchess, Orange et Westchester |
| Mike McNulty (en)           | Démocrate             | 3 janvier 1993 - 3 janvier 2009    | 103e - 110e              | Redécoupage depuis le 23e district et réélu en 1992. Réélu en 1994. Réélu en 1996. Réélu en 1998. Réélu en 2000. Réélu en 2002. Réélu en 2004. Réélu en 2006. Retrait.                                                | 1993–2003 Comté d'Albany, Schenectady et parties de Montgomery, Rensselaer et Saratoga                                                                                                 |
| Mike McNulty (en)           | Démocrate             | 3 janvier 1993 - 3 janvier 2009    | 103e - 110e              | Redécoupage depuis le 23e district et réélu en 1992. Réélu en 1994. Réélu en 1996. Réélu en 1998. Réélu en 2000. Réélu en 2002. Réélu en 2004. Réélu en 2006. Retrait.                                                | 2003–2013 Comté d'Albany, Montgomery, Schenectady, Schoharie, et parties de Fulton, Rensselaer et Saratoga                                                                             |
| Paul Tonko                  | Démocrate             | 3 janvier 2009 - 3 janvier 2013    | 111e , 112e              | Élu en 2008. Réélu en 2010. Redécoupage vers le 20e district. | |
| Bill Owens (en)             | Démocrate             | 3 janvier 2013 - 3 janvier 2015    | 113e                     | Redécoupage depuis le 23e district et réélu en 2012. Retrait. | 2013–2023 Comtés de Clinton, Essex, Franklin, Fulton, Hamilton, Jefferson, Lewis, St. Lawrence, Warren, Washington et parties de Herkimer et Saratoga                                  |
| Elise Stefanik              | Républicain           | 3 janvier 2015 - Présent           | 114e - Présent           | Élu en 2014. Réélu en 2016. Réélu en 2018. Réélu en 2020. Réélu en 2022. | 2013–2023 Comtés de Clinton, Essex, Franklin, Fulton, Hamilton, Jefferson, Lewis, St. Lawrence, Warren, Washington et parties de Herkimer et Saratoga                                  |
| Elise Stefanik              | Républicain           | 3 janvier 2015 - Présent           | 114e - Présent           | Élu en 2014. Réélu en 2016. Réélu en 2018. Réélu en 2020. Réélu en 2022. | 2023–2025 Comtés de Clinton, Essex, Franklin, Fulton, Hamilton, Herkimer, Lewis, Montgomery, Schoharie, St. Lawrence, Warren, Washington et parties de Jefferson, Otsego et Rensselaer |

## Résultats des récentes élections
Voici les résultats des dix précédents cycles d'élections dans le district.

### 2004
| Élection de 2004 du 21e district congressionnel de New York | Élection de 2004 du 21e district congressionnel de New York | Élection de 2004 du 21e district congressionnel de New York | Élection de 2004 du 21e district congressionnel de New York | Élection de 2004 du 21e district congressionnel de New York |
| ----------------------------------------------------------- | ----------------------------------------------------------- | ----------------------------------------------------------- | ----------------------------------------------------------- | ----------------------------------------------------------- |
| Parti                                                       | Parti                                                       | Candidat                                                    | Votes                                                       | %                                                           |
|                                                             | Démocrate                                                   | Mike McNulty (en) (sortant)                                 | 194 033                                                     | 70,8                                                        |
|                                                             | Républicain                                                 | Warren Redlich                                              | 80 121                                                      | 29,2                                                        |
| Total des votes                                             | Total des votes                                             | Total des votes                                             | 274 154                                                     | 100 %                                                       |
|                                                             | Les Démocrates conservent                                   |                                                             |                                                             |                                                             |

### 2006
| Élection de 2006 du 21e district congressionnel de New York | Élection de 2006 du 21e district congressionnel de New York | Élection de 2006 du 21e district congressionnel de New York | Élection de 2006 du 21e district congressionnel de New York | Élection de 2006 du 21e district congressionnel de New York |
| ----------------------------------------------------------- | ----------------------------------------------------------- | ----------------------------------------------------------- | ----------------------------------------------------------- | ----------------------------------------------------------- |
| Parti                                                       | Parti                                                       | Candidat                                                    | Votes                                                       | %                                                           |
|                                                             | Démocrate                                                   | Mike McNulty (en) (sortant)                                 | 167 604                                                     | 78,2                                                        |
|                                                             | Républicain                                                 | Warren Redlich                                              | 46 752                                                      | 21,8                                                        |
| Total des votes                                             | Total des votes                                             | Total des votes                                             | 214 356                                                     | 100 %                                                       |
|                                                             | Les Démocrates conservent                                   |                                                             |                                                             |                                                             |

### 2008
| Élection de 2008 du 21e district congressionnel de New York, | Élection de 2008 du 21e district congressionnel de New York, | Élection de 2008 du 21e district congressionnel de New York, | Élection de 2008 du 21e district congressionnel de New York, | Élection de 2008 du 21e district congressionnel de New York, |
| ------------------------------------------------------------ | ------------------------------------------------------------ | ------------------------------------------------------------ | ------------------------------------------------------------ | ------------------------------------------------------------ |
| Parti                                                        | Parti                                                        | Candidat                                                     | Votes                                                        | %                                                            |
|                                                              | Démocrate                                                    | Paul Tonko                                                   | 105 313                                                      | 61,8                                                         |
|                                                              | Républicain                                                  | Jim Burhmaster                                               | 57 086                                                       | 35,4                                                         |
|                                                              | Independence (en)                                            | Philip Steck                                                 | 5 025                                                        | 2,8                                                          |
| Total des votes                                              | Total des votes                                              | Total des votes                                              | 167 424                                                      | 100 %                                                        |
|                                                              | Les Démocrates conservent                                    |                                                              |                                                              |                                                              |

### 2010
| Élection de 2010 du 21e district congressionnel de New York | Élection de 2010 du 21e district congressionnel de New York | Élection de 2010 du 21e district congressionnel de New York | Élection de 2010 du 21e district congressionnel de New York | Élection de 2010 du 21e district congressionnel de New York |
| ----------------------------------------------------------- | ----------------------------------------------------------- | ----------------------------------------------------------- | ----------------------------------------------------------- | ----------------------------------------------------------- |
| Parti                                                       | Parti                                                       | Candidat                                                    | Votes                                                       | %                                                           |
|                                                             | Démocrate                                                   | Paul Tonko (sortant)                                        | 124 889                                                     | 56,9                                                        |
|                                                             | Républicain                                                 | Theodore J. Danz Jr.                                        | 85 752                                                      | 43,1                                                        |
| Total des votes                                             | Total des votes                                             | Total des votes                                             | 219 425                                                     | 100 %                                                       |
|                                                             | Les Démocrates conservent                                   |                                                             |                                                             |                                                             |

### 2012
| Élection de 2012 du 21e district congressionnel de New York | Élection de 2012 du 21e district congressionnel de New York | Élection de 2012 du 21e district congressionnel de New York | Élection de 2012 du 21e district congressionnel de New York | Élection de 2012 du 21e district congressionnel de New York |
| ----------------------------------------------------------- | ----------------------------------------------------------- | ----------------------------------------------------------- | ----------------------------------------------------------- | ----------------------------------------------------------- |
| Parti                                                       | Parti                                                       | Candidat                                                    | Votes                                                       | %                                                           |
|                                                             | Démocrate                                                   | Bill Owens (en)                                             | 126 631                                                     | 47,1                                                        |
|                                                             | Républicain                                                 | Matt Doheny                                                 | 121 646                                                     | 45,3                                                        |
|                                                             | Vert                                                        | Donald L. Hassig                                            | 4 174                                                       | 1,6                                                         |
| Total des votes                                             | Total des votes                                             | Total des votes                                             | 268 784                                                     | 100 %                                                       |
|                                                             | Les Démocrates conservent                                   |                                                             |                                                             |                                                             |

### 2014
| Élection de 2014 du 21e district congressionnel de New York | Élection de 2014 du 21e district congressionnel de New York | Élection de 2014 du 21e district congressionnel de New York | Élection de 2014 du 21e district congressionnel de New York | Élection de 2014 du 21e district congressionnel de New York |
| ----------------------------------------------------------- | ----------------------------------------------------------- | ----------------------------------------------------------- | ----------------------------------------------------------- | ----------------------------------------------------------- |
| Parti                                                       | Parti                                                       | Candidat                                                    | Votes                                                       | %                                                           |
|                                                             | Républicain                                                 | Elise Stefanik                                              | 96 226                                                      | 53,0                                                        |
|                                                             | Démocrate                                                   | Aaron G. Woolf                                              | 53 140                                                      | 29,3                                                        |
|                                                             | Vert                                                        | Matthew J. Funicello                                        | 19 238                                                      | 10,6                                                        |
| Total des votes                                             | Total des votes                                             | Total des votes                                             | 181 558                                                     | 100 %                                                       |
|                                                             | Les Républicains prennent aux Démocrates                    |                                                             |                                                             |                                                             |

### 2016
| Élection de 2016 du 21e district congressionnel de New York | Élection de 2016 du 21e district congressionnel de New York | Élection de 2016 du 21e district congressionnel de New York | Élection de 2016 du 21e district congressionnel de New York | Élection de 2016 du 21e district congressionnel de New York |
| ----------------------------------------------------------- | ----------------------------------------------------------- | ----------------------------------------------------------- | ----------------------------------------------------------- | ----------------------------------------------------------- |
| Parti                                                       | Parti                                                       | Candidat                                                    | Votes                                                       | %                                                           |
|                                                             | Républicain                                                 | Elise Stefanik (sortante)                                   | 177 886                                                     | 65,3                                                        |
|                                                             | Démocrate                                                   | Mike Derrick                                                | 82 161                                                      | 30,2                                                        |
|                                                             | Vert                                                        | Matthew J. Funicello                                        | 12 452                                                      | 4,6                                                         |
| Total des votes                                             | Total des votes                                             | Total des votes                                             | 272 499                                                     | 100 %                                                       |
|                                                             | Les Républicains conservent                                 |                                                             |                                                             |                                                             |

### 2018
| Élection de 2018 du 21e district congressionnel de New York | Élection de 2018 du 21e district congressionnel de New York | Élection de 2018 du 21e district congressionnel de New York | Élection de 2018 du 21e district congressionnel de New York | Élection de 2018 du 21e district congressionnel de New York |
| ----------------------------------------------------------- | ----------------------------------------------------------- | ----------------------------------------------------------- | ----------------------------------------------------------- | ----------------------------------------------------------- |
| Parti                                                       | Parti                                                       | Candidat                                                    | Votes                                                       | %                                                           |
|                                                             | Républicain                                                 | Elise Stefanik (sortante)                                   | 131 981                                                     | 56,1                                                        |
|                                                             | Démocrate                                                   | Tedra Cobb                                                  | 99 791                                                      | 42,4                                                        |
|                                                             | Vert                                                        | Lynn Kahn                                                   | 3 437                                                       | 1,5                                                         |
| Total des votes                                             | Total des votes                                             | Total des votes                                             | 235 209                                                     | 100 %                                                       |
|                                                             | Les Républicains conservent                                 |                                                             |                                                             |                                                             |

### 2020
| Élection de 2020 du 21e district congressionnel de New York | Élection de 2020 du 21e district congressionnel de New York | Élection de 2020 du 21e district congressionnel de New York | Élection de 2020 du 21e district congressionnel de New York | Élection de 2020 du 21e district congressionnel de New York |
| ----------------------------------------------------------- | ----------------------------------------------------------- | ----------------------------------------------------------- | ----------------------------------------------------------- | ----------------------------------------------------------- |
| Parti                                                       | Parti                                                       | Candidat                                                    | Votes                                                       | %                                                           |
|                                                             | Républicain                                                 | Elise Stefanik (sortante)                                   | 188 649                                                     | 58,8                                                        |
|                                                             | Démocrate                                                   | Tedra Cobb                                                  | 131 992                                                     | 41,1                                                        |
| Total des votes                                             | Total des votes                                             | Total des votes                                             | 320 779                                                     | 100 %                                                       |
|                                                             | Les Républicains conservent                                 |                                                             |                                                             |                                                             |

### 2022
La Primaire Républicaine a été annulée, Elise Stefanik avance vers l'Élection Générale.
| Primaire Démocrate de 2022 du 1er district congressionnel de l'Iowa | Primaire Démocrate de 2022 du 1er district congressionnel de l'Iowa | Primaire Démocrate de 2022 du 1er district congressionnel de l'Iowa | Primaire Démocrate de 2022 du 1er district congressionnel de l'Iowa | Primaire Démocrate de 2022 du 1er district congressionnel de l'Iowa |
| ------------------------------------------------------------------- | ------------------------------------------------------------------- | ------------------------------------------------------------------- | ------------------------------------------------------------------- | ------------------------------------------------------------------- |
| Parti                                                               | Parti                                                               | Candidat                                                            | Votes                                                               | %                                                                   |
|                                                                     | Démocrate                                                           | Matt Castelli                                                       | 19 319                                                              | 80,8                                                                |
|                                                                     | Démocrate                                                           | Matthew Putorti                                                     | 4 528                                                               | 18,9                                                                |

| Élection de 2022 du 21e district congressionnel de New York | Élection de 2022 du 21e district congressionnel de New York | Élection de 2022 du 21e district congressionnel de New York | Élection de 2022 du 21e district congressionnel de New York | Élection de 2022 du 21e district congressionnel de New York |
| ----------------------------------------------------------- | ----------------------------------------------------------- | ----------------------------------------------------------- | ----------------------------------------------------------- | ----------------------------------------------------------- |
| Parti                                                       | Parti                                                       | Candidat                                                    | Votes                                                       | %                                                           |
|                                                             | Républicain                                                 | Elise Stefanik (sortante)                                   | 168 579                                                     | 59,1                                                        |
|                                                             | Démocrate                                                   | Matt Castelli                                               | 116 421                                                     | 40,8                                                        |
|                                                             | Write-In                                                    | Write-In                                                    | 95                                                          | 0,0                                                         |
| Total des votes                                             | Total des votes                                             | Total des votes                                             | 285 095                                                     | 100 %                                                       |
|                                                             | Les Républicains conservent                                 |                                                             |                                                             |                                                             |

### 2024
Les Primaires Républicaines et Démocrates ont été annulées. Elise Stefanik (R-Sortante) et Paula Collins (D) avancent vers l'Élection Générale.
| Élection de 2024 du 21e district congressionnel de New York | Élection de 2024 du 21e district congressionnel de New York | Élection de 2024 du 21e district congressionnel de New York | Élection de 2024 du 21e district congressionnel de New York | Élection de 2024 du 21e district congressionnel de New York |
| ----------------------------------------------------------- | ----------------------------------------------------------- | ----------------------------------------------------------- | ----------------------------------------------------------- | ----------------------------------------------------------- |
| Parti                                                       | Parti                                                       | Candidat                                                    | Votes                                                       | %                                                           |
|                                                             | Républicain                                                 | Elise Stefanik (sortante)                                   | TBD                                                         | TBD                                                         |
|                                                             | Démocrate                                                   | Paula Collins                                               | TBD                                                         | TBD                                                         |
|                                                             | Indépendant                                                 | Scott Phillip Lewis (write-in)                              | TBD                                                         | TBD                                                         |
| Total des votes                                             | Total des votes                                             | Total des votes                                             | TBD                                                         | 100 %                                                       |
|                                                             |                                                             |                                                             |                                                             |                                                             |